# 7517 Alisondoane
7517 Alisondoane eller 1989 AD är en asteroid i huvudbältet, som upptäcktes den 3 januari 1989 av den japanske amatörastronomen Takuo Kojima i Chiyoda. Den är uppkallad efter Alison Doane.
Asteroiden har en diameter på ungefär 9 kilometer.